# 尼崎郵便局
尼崎郵便局（あまがさきゆうびんきょく）は、兵庫県尼崎市にある郵便局。民営化前の分類では集配普通郵便局であった。

## 概要
住所：〒660-8799 兵庫県尼崎市昭和通2-11-1

### 分室
分室はなし。過去に存在した分室は以下のとおり。
- 貯金保険分室 - 1944年（昭和19年）に廃止。

## 沿革
- 1872年1月14日（明治4年12月5日） - 尼ケ崎郵便取扱所として開設[1]。
- 1873年（明治6年） - 尼ケ崎郵便役所となる[1]。
- 1875年（明治8年）1月1日 - 尼ケ崎郵便局（四等）となる[1]。
- 1885年（明治18年）5月1日 - 貯金取扱を開始[1]。
- 1888年（明治21年）5月16日 - 為替取扱を開始[1]。
- 1893年（明治26年）2月20日 - 尼ケ崎郵便電信局となる[1][2]。
- 1903年（明治36年）4月1日 - 通信官署官制の施行に伴い尼ケ崎郵便局となる[1][3]。
- 1916年（大正5年）10月21日 - 尼崎郵便局に改称[4]。
- 1922年（大正11年）8月1日 - 等級を三等から二等に改定[5]。
- 1938年（昭和13年）11月6日 - 尼崎市長洲に保険分室を設置[6]。
- 1942年（昭和17年）1月18日 - 尼崎市南城内から同市昭和通二丁目に移転[7]。
- 1944年（昭和19年）12月11日 - 貯金保険分室を廃止[8]。
- 1956年（昭和31年）2月6日 - 電話通話および和文電報受付事務の取扱を開始[9]。
- 1956年（昭和31年）10月 - 局舎新築落成。
- 1967年（昭和42年）6月1日 - 郵便区の内、東海道本線以北の地域の集配業務を新設の尼崎北郵便局に移管。
- 1992年（平成4年）8月3日 - 外国通貨の両替および旅行小切手の売買に関する業務取扱を開始。
- 2007年（平成19年）10月1日 - 民営化に伴い、併設された郵便事業尼崎支店に一部業務を移管。
- 2012年（平成24年）10月1日 - 日本郵便株式会社発足に伴い、郵便事業尼崎支店を尼崎郵便局に統合。

## 取扱内容
- 郵便、印紙、ゆうパック、内容証明
- 貯金、為替、振替、振込、国際送金、外貨両替・トラベラーズチェック、国債、投資信託
- 生命保険、バイク自賠責保険、自動車保険、がん保険、変額年金保険
- 地方公共団体事務（兵庫県住宅再建共済基金利用申込取次事務）
- ゆうちょ銀行ATM
- 郵便番号の上2桁が66の地域（下記）あての普通郵便物を配達局ごとに区分する業務（地域区分局）
  - 尼崎市、伊丹市（大阪貯金事務センターと大阪国際空港敷地を除く）、川西市、川辺郡、宝塚市、西宮市（山口支所管轄を除く）、神戸市北区道場町生野1172番地（飛び地の生野高原住宅）、三田市、丹波篠山市、丹波市、朝来市（山東町、和田山町のみ）、養父市、豊岡市、美方郡。
  - ゆうパック区分業務、伊丹市のうち大阪貯金事務センター（539）と大阪国際空港敷地内（563）は大阪市此花区の新大阪郵便局（大阪空港敷地内のゆうパックは大阪市住之江区の新大阪郵便局南港分室）が担当している。
- 尼崎市内の南部地域（〒660-xxxx）の集配業務
- ゆうゆう窓口

## 風景印
- 図柄は長遠寺多宝塔と寺町。局名表記は「尼崎」
- 使用開始日は1985年（昭和60年）12月16日

### 過去の風景印
- 1952年（昭和27年）8月11日 - 1985年（昭和60年）12月15日
  - 図柄は近松門左衛門墓碑と絵本太功記。局名表記は「尼崎」

## 周辺
- 尼崎市総合文化センター
- 兵庫県立尼崎高等学校
- 尼崎南警察署

## アクセス
- 阪神本線 尼崎駅から北東へ700m（徒歩約13分）、大物駅から北西へ500m（徒歩約11分）
- 阪神バス 県立尼崎高校前停留所下車、北へ100m
- 阪神高速神戸線 尼崎東出口から北へ約1.5km
- 国道2号 昭和通二丁目交差点を北へ折れてすぐ
- 駐車場あり：26台